# Copestylum carlosii
Copestylum carlosii är en tvåvingeart som beskrevs av Rotheray och Albany Hancock 2007. Copestylum carlosii ingår i släktet Copestylum och familjen blomflugor.
Artens utbredningsområde är Bolivia. Inga underarter finns listade i Catalogue of Life.